# Tuchulcha

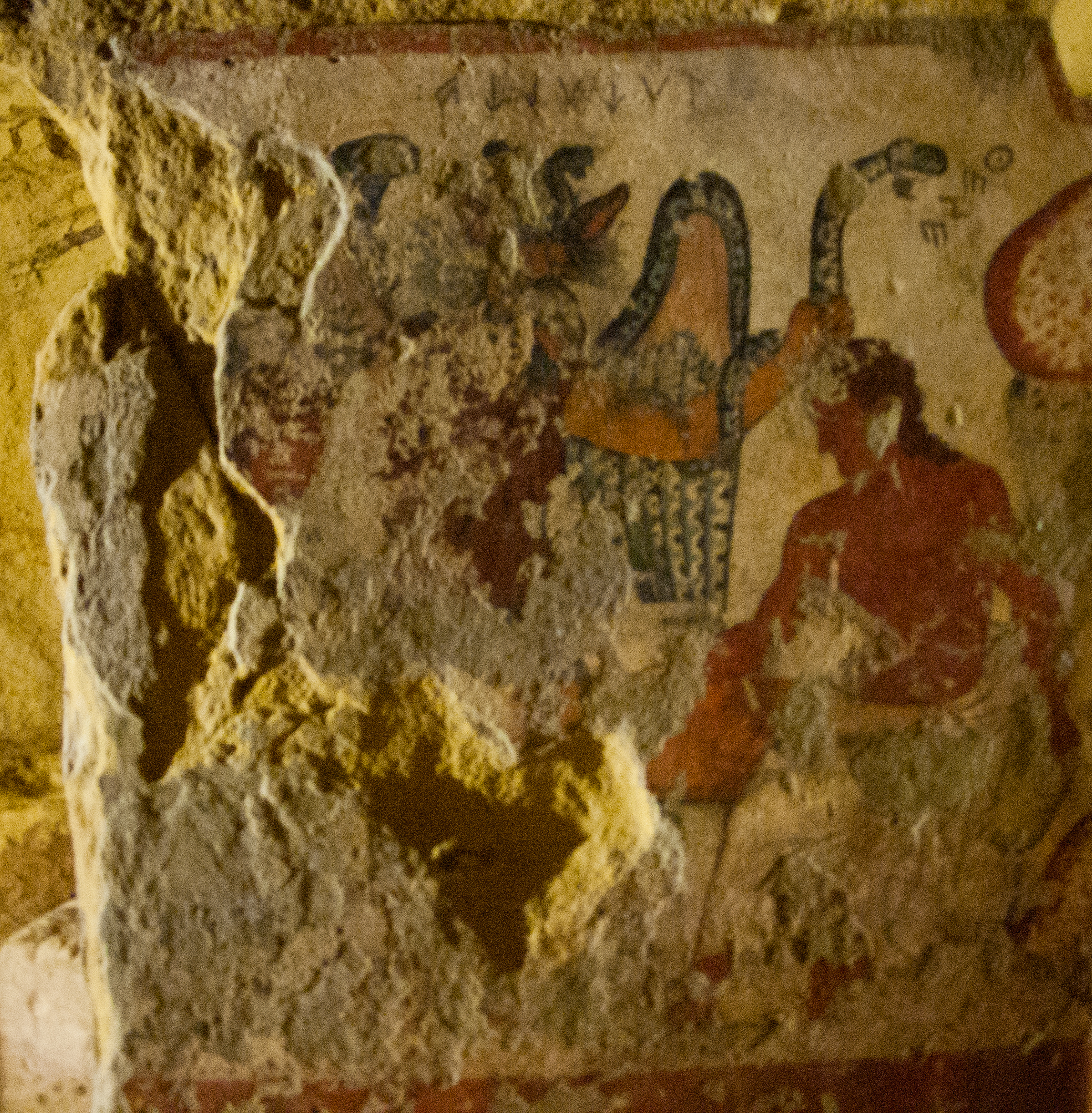
Tuchulcha și Theseus în Mormântul lui Orcus II, Tarquinia, Italia.

Tuchulcha (sau Tulchulca) definește un zeu nefast etrusc, cu atribute demonice, sau poate chiar zeul infernal regent. Imaginea lui culturală, necunoscută până în vara anului 1974, când a fost dezgropată, în Italia, o statuie a sa (la Cerveteri, aproape de Roma), pare să confirme atributele presupuse: nas gros, urechi lungi, frunte teșită, gură cu buze cărnoase și o mică barbă conică.